# Ladislau IV da Hungria
Ladislau IV da Hungria (em húngaro: László; 5 de agosto de 1262 —  10 de julho de 1290) foi rei da Hungria de 1272 até a sua morte. Casou-se em 1272 com Isabel de Anjou, filha do Rei Carlos I de Nápoles. No quadro de um processo de enfraquecimento do poder real em marcha desde a época de André II, o reinado de Ladislau assistiu a uma guerra civil entre os senhores feudais húngaros partidários do Sacro Império e os aliados dos angevinos, que controlavam, em grande medida, o rei. Em 1285 perto de Pest deteve um segundo ataque mongol contra a Hungria, liderado por Nogai e Tula Buga. Em 1288, o Papa Nicolau IV decretou uma cruzada contra Ladislau, quando este aprisionou um legado papal.
Após sua morte sem herdeiros, sucedeu-lhe André III, de outro ramo da Casa de Arpades.

## Árvore genealógica da Casa de Arpades
|-